# Apodanthaceae
Apodanthaceae — родина, що включає близько 10 видів ендопаразитарних трав. Вони живуть на гілках або стеблах своїх господарів (у вигляді ниток, схожих на грибний міцелій), з’являючись лише для квітів і плодів. Рослини не утворюють зелених частин і не здійснюють фотосинтезу (тобто є голопаразитами). Є два роди: Pilostyles і Apodanthes. Третій рід, Berlinianche, ніколи не був належним чином опублікований. Послідовності мітохондріальної та ядерної ДНК впевнено відносять Apodanthaceae до Cucurbitales, де вони також добре підходять з точки зору морфології квітки.